# Видсала
Видсала (латыш. Vidsala) — населённый пункт в Екабпилсском крае Латвии. Административный центр Калнской волости. Находится у региональной автодороги P72 (Илуксте — Бебрене — Биржи). Расстояние до города Екабпилс составляет около 22 км. По данным на 2016 год, в населённом пункте проживало 110 человек. Есть волостная администрация, библиотека, врач, почтовое отделение, продуктовый магазин.

## История
В советское время населённый пункт носил название Калнациемс и был центром Калнского сельсовета Екабпилсского района. В селе располагалась центральная усадьба колхоза «Старс». Через село проходила линия узкоколейной железной дороги (ныне разобрана).